# 凉谷站
凉谷站是法国东南部城市马赛的一个地铁车站，位于马赛地铁1号线上。

## 站名
"凉谷"的音译为"弗赖瓦隆"。

## 位置
凉谷站位于马赛市区的东北部，属于13区。车站呈东北-西南走向，是一个高架车站，有自动扶梯连接地面。

## 设施
凉谷站站内设有自动售票机及无障碍设施。

## 站台设置
| 西北↑ |      |                          |
|       | 侧式 |                          |
|       |      | 拉富拉热尔站方向←        |
|       |      | 玫瑰-贡贝尔城堡科技园站→ |
|       | 侧式 |                          |
| 东南↓ |      |                          |

## 配套交通

### 城市公共交通
| 凉谷站附近的公共交通线路 |            |          |
| 公交车站名称             | 位置       | 停靠线路 |
| 凉谷站                   | 地铁站附近 |          |
| 1.                       |            |          |

此外，当地铁线路发生故障或施工时，马赛交通局可能提供临时摆渡车。

## 临近车站
| 凉谷站（Frais Vallon）         |               |                   |
| 上行车站                       | 线路          | 下行车站          |
| 玫瑰-贡贝尔城堡科技园站 970m ← | 马赛地铁1号线 | 马尔帕塞站 → 780m |
| - 本表仅显示运营中的线路及车站 |               |                   |